# Citroën 2CV
Citroën 2CV (francuski: deux chevaux „dva konja”) bio je popularan model francuskog proizvođača automobila Citroën sa zračno hlađenim, dvocilindričnim četverotaktnim bokser motorom i pogonom na prednje kotače.
Između 1949. i 1990. godine proizvedeno je 3.868.631 primjeraka limuzina kao i 1.246.335 kombija.
Razvoj je započeo sredinom 1930-ih godina no zbog Drugog svjetskog rata Citroën je javnosti predstavio novi 2CV 7. listopada 1948. godine.
U sljedećim desetljećima Citroën 2CV postao je jedan od najpoznatijih i najpopularnijih automobila u Francuskoj.